# Lanneuffret
Lanneuffret (bretonisch Lanneured) ist eine kleine französische Gemeinde mit 150 Einwohnern (Stand: 1. Januar 2022) im Département Finistère im Nordwesten der Bretagne. Sie gehört zum Arrondissement Brest und ist Mitglied im Gemeindeverband Communauté d’agglomération du pays de Landerneau-Daoulas. Die Bewohner werden Lanneuffretais und Lanneuffretaises genannt.

## Geografie

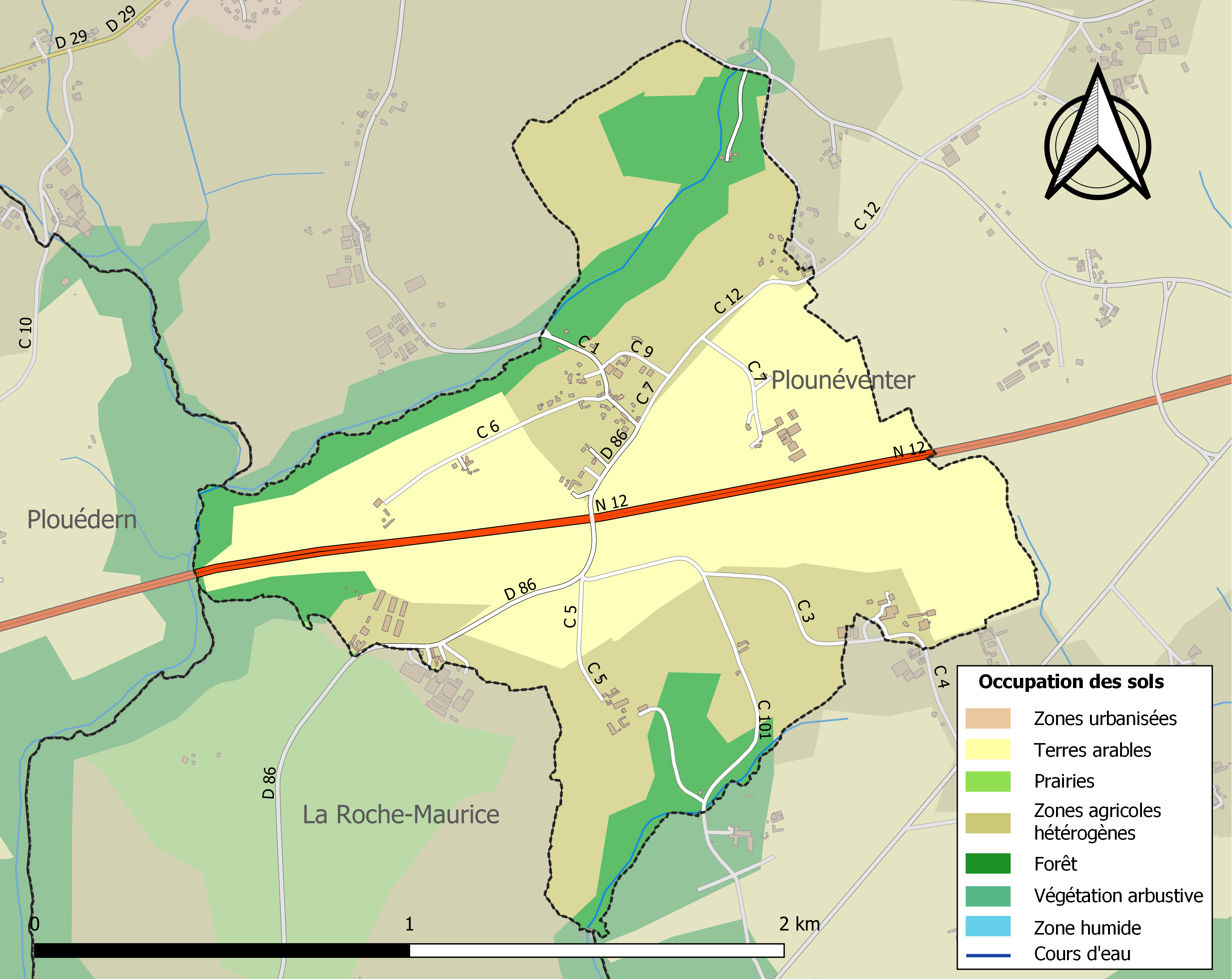
Bodennutzung, Hydrografie und Infrastruktur der Gemeinde (2018)

Lanneuffret befindet sich etwa 24 Kilometer nordöstlich von Brest. Es ist die kleinste Gemeinde des Départements, ihr Gebiet hat eine maximale Höhe von 106 m in der Nähe des Weilers Kerprigent. Die niedrigste Höhe sinkt auf 46 m im Tal des Justicou, einem kleinen rechten Nebenfluss des Élorn, der abschnittsweise die westliche Grenze bildet. Ein weiterer kleiner Nebenfluss des Elorn, der Bach Kerantraon, dient auf einem Teil seiner Route als östliche Grenze der Gemeinde. Etwa 83 % der Fläche der Gemeinde werden landwirtschaftlich genutzt, etwa 17 % sind bewaldet, vor allem entlang der Flussläufe.
Umgeben wird Lanneuffret von den drei Nachbargemeinden:
|           |                                             | Plounéventer |
| Plouédern | Kompassrose, die auf Nachbargemeinden zeigt |              |
|           | La Roche-Maurice                            |              |

## Etymologie
Lanneuffret kommt vom bretonischen „lann“ (Einsiedelei) und dem heiligen Gwévret. Folgende Bezeichnungen sind zu finden: „Lan Uuiurett“ (im 11. Jahrhundert), „Languefret“ (um 1330) und „Laneuffret“ (im Jahr 1516), „Laneuvret“ (1689), „Lanneufret“ (1793) und „Lanneuffret“ (1924).

## Bevölkerungsentwicklung
| Jahr                       | 1962 | 1968 | 1975 | 1982 | 1990 | 1999 | 2006 | 2013 | 2020 |
| Einwohner                  | 122  | 121  | 105  | 92   | 84   | 113  | 122  | 137  | 152  |
| Quellen: Cassini und INSEE |      |      |      |      |      |      |      |      |      |

## Sehenswürdigkeiten
- Umfriedeter Pfarrbezirk mit Pfarrkirche Saint-Guévroc aus dem 16. Jahrhundert, Glockenturm aus dem 18. Jahrhundert und einem Calvaire aus dem 17. Jahrhundert.
- Fünf Kreuze im Gemeindegebiet

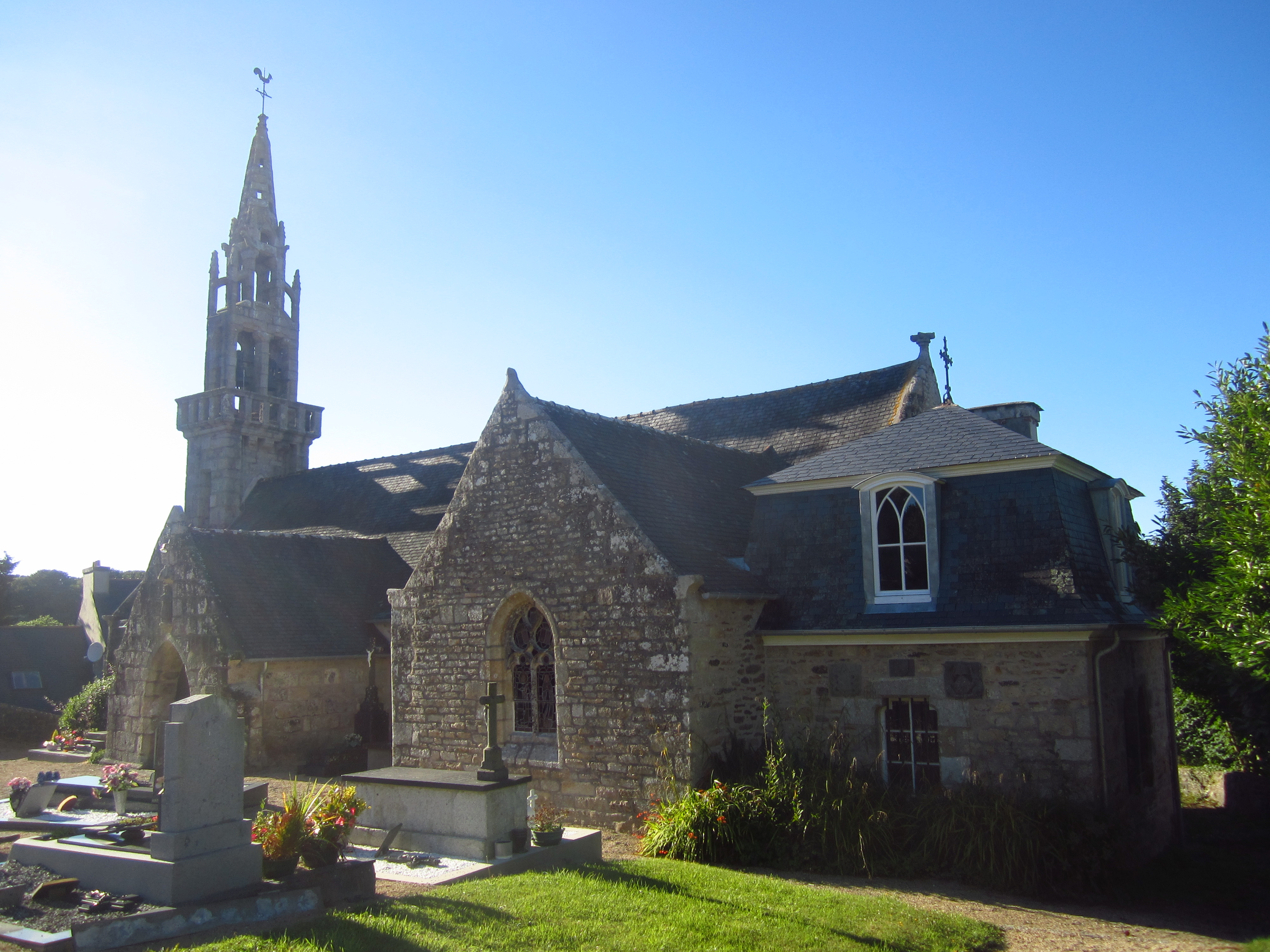
Pfarrkirche Saint-Guévroc
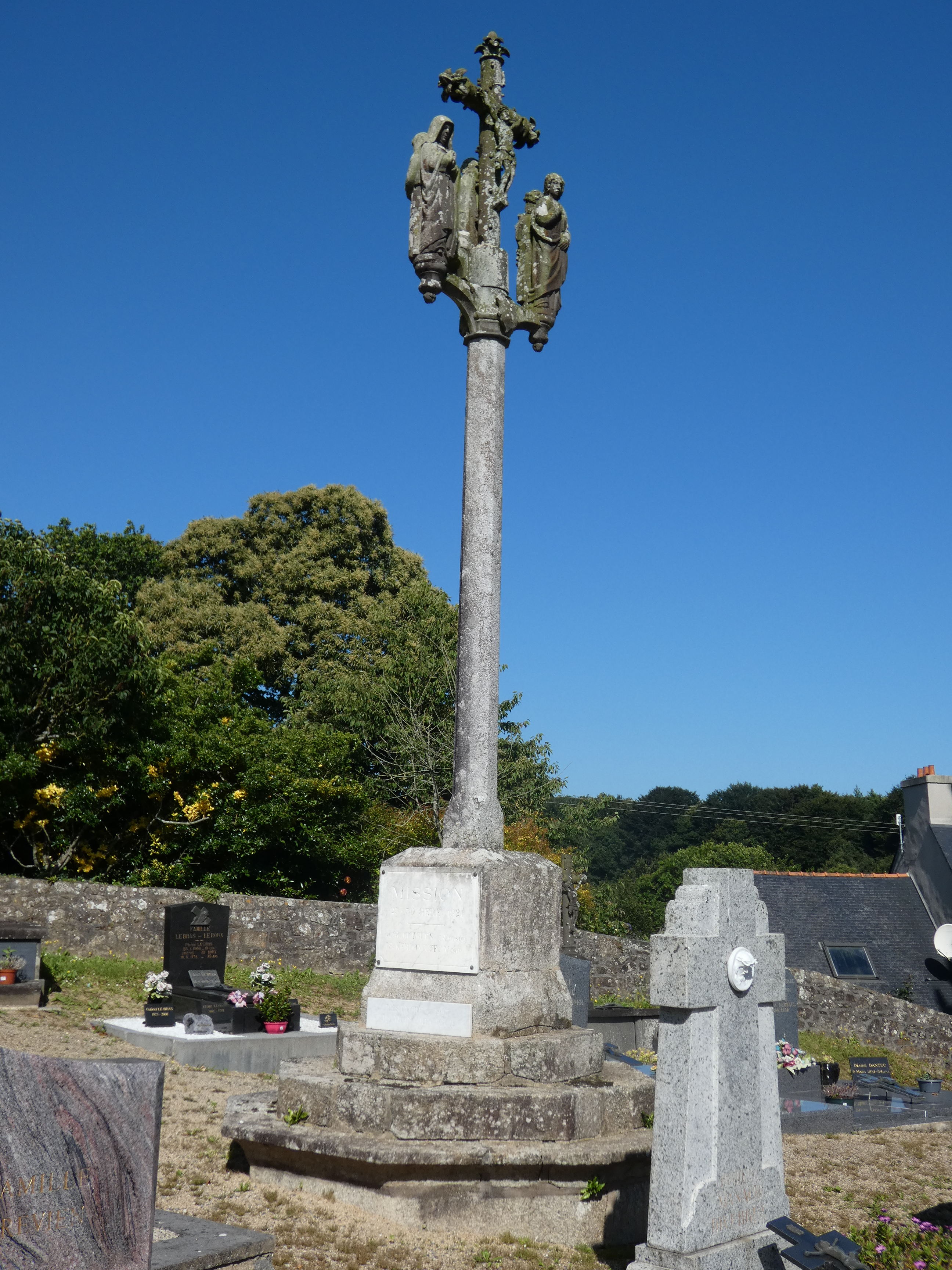
Calvaire
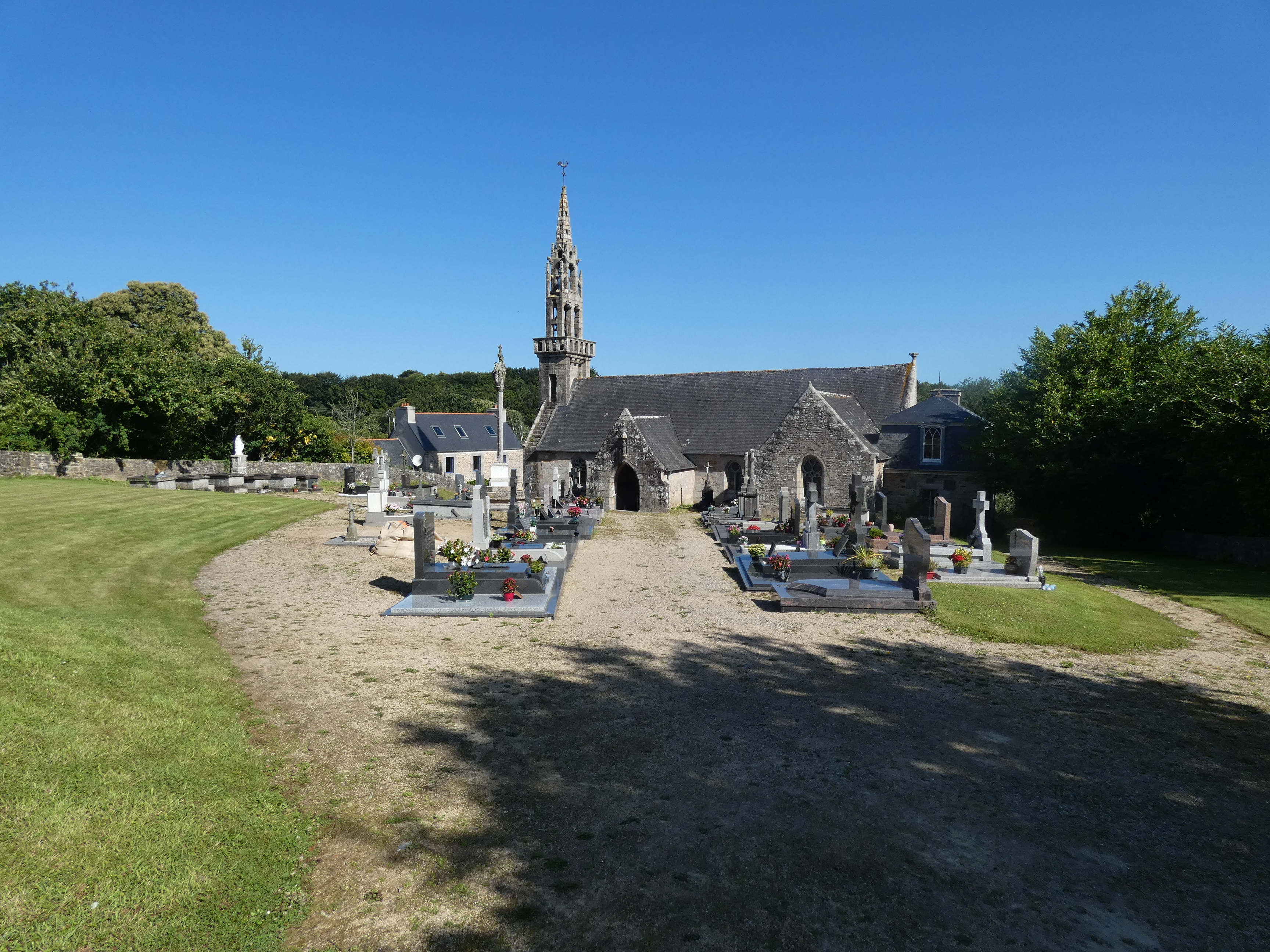
Umfriedeter Pfarrbezirk

## Wirtschaft
Die Gemeinde verfügt über drei Bauernhöfe, die auf die Produktion von Schweinen und Milch spezialisiert sind. Sie besitzt keine Geschäfte oder Unternehmen mehr und die Schule ist seit 1972 geschlossen.

## Verkehr
Die autobahnähnliche Route nationale 12 von Paris nach Brest durchquert das Gemeindegebiet ohne Anschlussstelle. Die Gemeinde ist nur von Nebenstraßen erschlossen, die wichtigste ist die Departementsstraße 86, die auf der Südseite in Richtung Landerneau führt.